# Abrahamitiska religioner

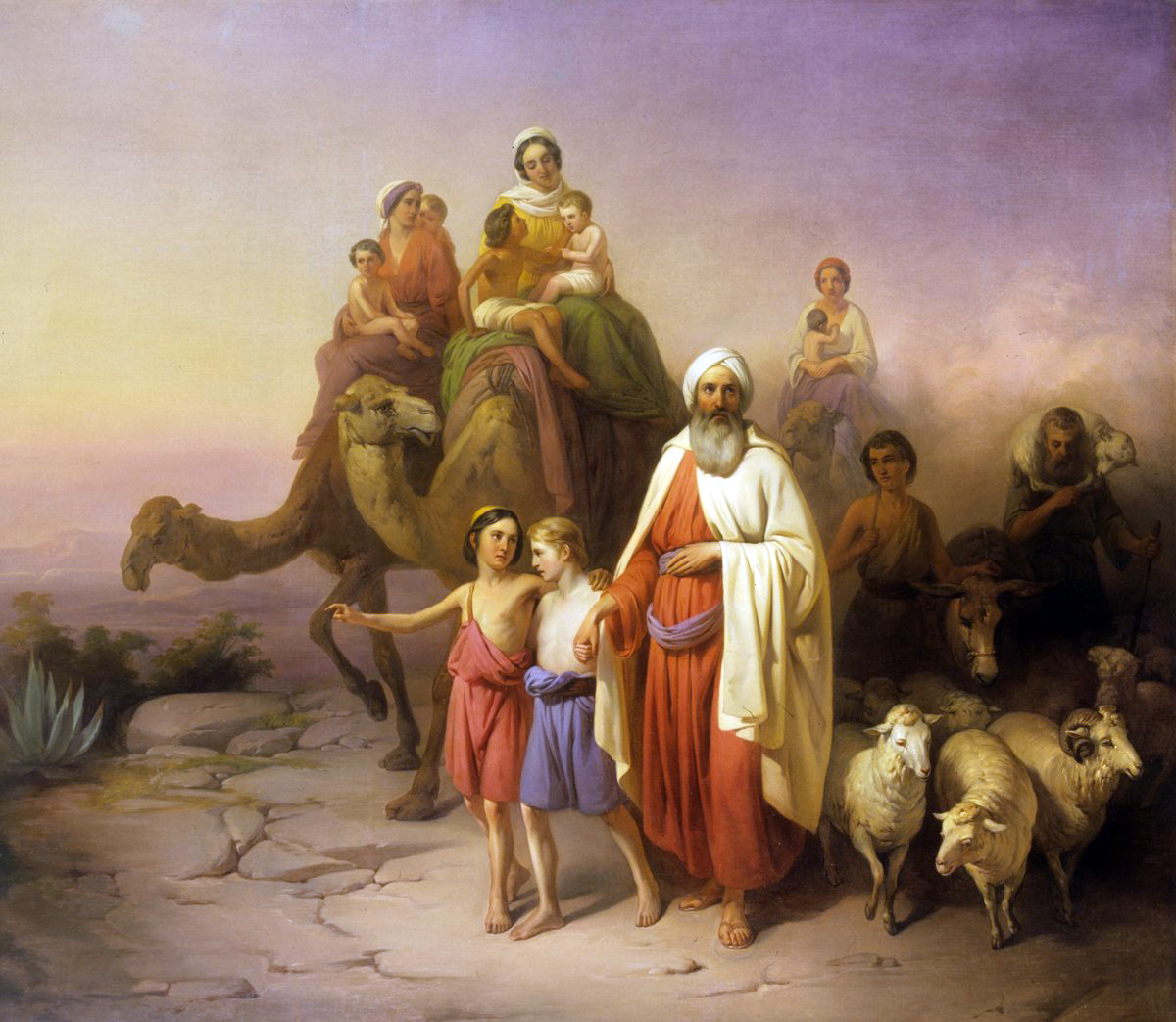
Målning föreställande Abraham och, bland annat, hans söner Isak och Ismael. Av József Molnár, 1850.

Abrahamitiska religioner.

Abrahamitiska religioner används ofta inom religionsvetenskap, pluralistiskt orienterade religiösa riktningar och islam som en samlande beteckning för judendom, kristendom och islam, vilkas profeter och grundare Moses, Jesus och Muhammed enligt religionernas egna urkunder skulle vara  ättlingar till patriarken Abraham. Begreppet är därför ibland även använt om ytterligare ett antal religioner som på olika sätt vördar Abraham, till exempel samarisk religion, mandeism, manikeism, drusisk religion, yarsanism, bahá'í och rastafari. Inom islam används även begreppet "bokens folk" för sådana religioner och Bokens folk blir inom islam ett uttryck för samhörighet mellan dessa världsreligioner, som utgår från den mytiske patriarken Abraham, eller Ibrahim som han kallas i Koranen, vilken framställs som en ganska ensam monoteist i en värld av månggudsdyrkare. Beteckningen "abrahamitisk" har också använts för att skapa en gemenskap och dämpa tendenser till konflikter mellan de tre monoteistiska religionerna judendom, kristendom och islam, som alla uppstått i Sydvästasien. Begreppet "abrahamitisk" har emellertid ifrågasatts eftersom de nämnda tre religionerna inte kan isoleras från det inflytande egyptiska, iranska och indiska religioner haft på judendomen, och därmed även på kristendom och islam. Monoteism, paradis, helvete, djävul, den yttersta domen, belöning eller straff efter den fysiska kroppens död, är alla föreställningar som judarna "importerat" före Jesu födelse. Många (först var troligen jesuitiska missionärer) har även sett likheterna i namn mellan Abram/Abraham och dennes hustru Sara/Sara, och de indiska gudomerna Brahma och Saraiswati.

## Bibelns och Koranens skildring av religionernas utveckling
Bibeln framställer skeendet som att patriarken Abraham, bördig från Mesopotamien, "fick" Kanaans land (landet väster om Jordan, senare benämnt Palestina och Israel) av Gud som därmed ingick ett förbund med Abraham och dennes alla ättlingar (1 Mos 17:1-8). Ättlingarna Isak, Jakob och dennes tolv söner ska också ha levt i Kanaan som monoteister, men på grund av den som slav sålda sonen Josefs karriär i Egypten ska Jakob och de övriga elva sönerna ha fått faraos tillåtelse att bosätta sig i Egypten efter några år av missväxt i Kanaan (1 Mos 45, 46). Abrahams ättlingar, som brukar benämnas hebréerna, ska med tiden ha förslavats i Egypten, och med tiden övergick flertalet hebréer till polyteismen. De befriades slutligen av Moses som predikade engudstro och lovade att föra dem tillbaka till Kanaans land som den ende Guden gett dem (2 Mos 3:3-15).
Enligt både Koranen och Bibeln fick Abraham tillsammans med sin bihustru Hagar sonen Ismael. Men därefter skiljer sig historien om Hagar och Ismael i Koranen och Bibeln. I Bibelns Gamla Testamente förskjuter Abraham Hagar och Ismael, eftersom Abrahams första fru Sara ville att deras gemensamma son Isak skulle ärva ensam och inte tillsammans med halvbrodern Ismael. Enligt Koranen däremot förskjuter inte Abraham sonen Ismael. Ismael betraktas som arabernas stamfader och enligt islamisk tradition var det Ismael som tillsammans med sin far Abraham byggde den heliga Kaba i Mecka. Efter Muhammed är Jesus, Abraham och Moses de stora profeterna för världens muslimer. I Koranen (2: 136) står: "Säg: Vi tror på Gud och på det som har uppenbarats för oss och det som uppenbarades för Abraham och Ismael och Isak och Jakob och deras efterkommande och det som uppenbarades för Moses och Jesus och för de andra profeterna av deras Herre; vi gör ingen skillnad mellan dem."
Ofta används ordet "abrahamitisk" i synkretistiskt ekumeniska sammanhang. De abrahamitiska religionerna har idag omkring 3,8 miljarder anhängare.

## Begreppets innebörd
Begreppet "abrahamitisk religion" härrör från ett begrepp av islamiskt ursprung, Millat Ibrahim, även om muslimer anser att endast islam verkligen återspeglar den tro som Abraham bekände sig till. Det hänvisar till de arabiska muslimernas traditionella hävdan att de skulle vara relaterade till Abraham genom hans son Ismael, vilket utvidgas till att även omfatta Muhammed, och som på så sätt gör Abraham till den gemensamma förfadern till alla de senare profeterna. Kristna hänvisar till Abraham som "trons fader" (se Romarbrevet 4).
Enligt Toran är Abraham israeliternas förfader genom sin son Isak, född av Sara efter ett löfte från guden Jahve i Första Moseboken (B'reshit) 17:16.

## Gemensamma drag
Judendom, kristendom och islam har som religioner bland annat följande likheter med varandra:
- Monoteism: Samtliga religioner säger sig vara monoteistiska. Många judar och muslimer menar dock att doktrinen om treenigheten (vilken stöds av de flesta kristna kyrkor och samfund) snarare gör kristendomen till en polyteistisk religion.
- Profetisk tradition: Alla tre religioner erkänner profeter, men de är inte eniga om vilken eller vilka som förmedlat det sanna budskapet till mänskligheten.
- Semitiskt ursprung: Judendomen och kristendomen har sitt ursprung i en etniskt judisk befolkning[15] och islam uppkom bland araber. Hebreiska och arabiska är  båda semitiska språk.
- En grund i gudomliga uppenbarelser i stället för (till exempel) filosofiska spekulationer eller sedvänja.
- Liknande etik: Alla tre religioner talar om ett val mellan gott och ont, som sammanhänger med lydnad eller olydnad till en enda gud och denne guds lag.
- Ett linjärt historiekoncept, ibland kallat eskatologi, som börjar med Skapelsen och tanken att Gud verkar genom historien, och som avslutas med de dödas uppståndelse och den slutliga domen.
- Godkännande och anammande i kristendomen av vissa av judendomens religiösa skyldigheter, vilka återfinns i Bibeln som andlig hängivenhet till traditionen från Abraham (snarare än från Moses),[16] och i islams fall även inkluderande berättelser som har paralleller i Koranen, såsom berättelserna om Adam, Nuh, Ibrahim och Mousa.
- En föreställning om själen, som efter döden bedöms och straffas eller belönas.
- Litterär tradition, där heliga böcker spelar en central roll.

Bahá'íär en religion som växte fram ur den religiösa väckelserörelse som Báb (1819–1850) startade år 1844 i det shia-muslimska Iran. Under 1860-talet omformulerade Bahá'u'lláh (1817–1892) bábí-tron till den utpräglat pacifistiska och globaliseringssträvande bahá'í-tron. Ibland anses bahá'í ingå bland de så kallade abrahamitiska religionerna, men den har av muslimerna aldrig fått status som "bokens folk". Bahá'í-tron uppfyller inte alla de villkor som anges i listan över gemensamma drag ovan och den definierar inte sig själv som abrahamitisk. Den är ursprungligen iransk och inte semitisk och har vidareutvecklats med ett inte obetydligt nordamerikanskt och brittiskt inflytande. Även zoroastrism och vissa sekter med synkretistiskt tänkande har påverkat dess grundare.Själen är odödlig och gör en lång resa i riktning mot Gud, men döda kroppar uppstår aldrig. Vidare finns i bahá'í tron på religionens progressiva utveckling: mänskligheten utvecklas hela tiden andligen och Gud ingriper i mänsklighetens historia genom en rad av uppenbarare (Krishna, Moses, Zarathustra, Buddha, Jesus, Muhammed, Báb, Bahá'u'lláh, och fler i framtiden), vilka genom sina andliga budskap ger mänskligheten en allt större kunskap om det som i grund och botten är Guds enda religion, för det kan bara finnas en. Dessa budskap leder även till en förnyelse av civilisationen. Tron på människans förmåga att på sikt utveckla ett fredligt och andligt högtstående idealsamhälle är drivkraften bakom bahá'íernas undervisning, inte rädslan för att Gud ska döma mänskligheten och förstöra världen.

## Ett och samma väsen
Det är i liberalteologiska kretsar numera en närmast allmän uppfattning att det är en och samma gudom som tillbes i de tre abrahamitiska religionerna och dessas olika inriktningar, liksom i bahá'í, zoroastrism och sikhism. Tolkningen kan grundas på det gemensamma ursprunget i den fornsemitiska högguden El. Hur det verkligen förhåller sig i dag kräver en grundligare analys med utgångspunkt i skapelseberättelserna. Av ålder, och oavsett teologisk inställning, har man inom kristenheten sett ett särskilt samband mellan just den islamska tron, judendomen och kristendomen. Detta yttrar sig bland annat i det faktum att en person som byter religion från islam till kristendom kallas konvertit, medan hedningen i samma situation kallas proselyt. 
Judendomen och islam dyrkar en enda, odelbar gud som är den förste och den siste och helt utan like. Kristendomen instämmer i denna gudsuppfattning, men menar samtidigt att denne Gud framträdde i mänsklig gestalt genom Jesus. Den kristna guden betraktas som en helig treenighet, det vill säga tre personer i ett enda gudomligt väsen. Fadern, Sonen och Den Helige Ande i en enda gud är en uppfattning som inte delas av de två andra abrahamitiska religionerna, och inte heller av bahá'í-tron. Det finns också ett stort antal kristna som inte stöder tron på läran om treenigheten. Unitarismen och andra kristna motståndare till treenighetstanken hävdar bland annat att treenighetstanken uppkom på grund av konkurrensen från den synkretistiska manikeismen, som uppträdde som ett slags kristendom i Romarriket. (formuleringen av treenighetsläran accepterades vid kyrkomötet i Nicaea år 325 e.Kr, det vill säga nära trehundra år efter det att Jesus lämnat denna jord).
Det högsta väsendet inom judendomen benämns i den hebreiska Bibeln på flera sätt, bland annat såsom Elohim, Adonai eller med de fyra hebreiska bokstäverna "J-H-V-H" (Tetragrammaton), vilket uppmärksamma judar av respekt och gudsfruktan inte uttalar. De hebreiska orden Eloheinu ("Vår Gud") och Hashem ("namnet"), liksom de svenska namnen "Herre" och "Gud", används även i den moderna judendomen. Det senare skrivs ibland som "G-d" med hänvisning till det tabu som finns mot att uttala tetragrammaton.
Muslimer tror att judendomens gud är densamme som deras gud (på arabiska Allah), och att Jesus (Isa) var en gudomligt inspirerad profet, men inte Gud själv. Både Toran och Nya Testamentet anses av muslimer vara grundade på gudomliga uppenbarelser. Muslimer hävdar dock att de blivit förvanskade, både oavsiktligt genom missuppfattningar och fel i översättningar, och avsiktligt av vissa judar och kristna under århundradena. Muslimer vördar istället och håller fram Koranen som Guds slutliga och oförvanskade ord; det sista testamentet medfört av den siste profeten - Muhammed. Muhammed betraktas som "Profeternas sigill" och islam ses som den slutliga monoteistiska tro vilken hela mänskligheten bör bekänna sig till.
Bahá'íer tar liksom muslimer och judar avstånd från kristendomens tes om treenigheten. Gud är en, och så stor att människan inte kan omfatta honom med sitt förstånd. Bahá'íer tror på en enda, oförgänglig gud, skaparen av alla ting, alla varelser och krafter i universum. Denna guds existens tros vara evig, utan början eller slut, och beskrivs som en personlig Gud, källan till alla uppenbarelser, allvetande, allestädes närvarande och allsmäktig. Inget hindrar den bahá'í-troende att läsa Bibeln, Koranen eller andra skrifter som uppenbarats av tidigare gudsmanifestationer. Bahá'í-tron är kanske den enda religionen som erkänner alla andra större religioner och deras heliga skrifter som sanna, legitima och fullvärdiga.  Bahá'íer kan däremot tolka berättelser, som exempelvis skapelseberättelsen, symboliskt och inte bokstavligt.

## Abrahams betydelse
För judar är Abraham främst en helig förfader eller patriark, kallad "Vår Fader Abraham", åt vem Gud gav flera löften. För kristna är Abraham en andlig förfader snarare än en direkt förfader (enligt aposteln Paulus i Romarbrevet 4:9-12). I kristen tro är Abraham en förebild i tron (Hebreerbrevet 11:8-10), och hans lydnad till Gud, vilken han visade genom att vara beredd att offra sin son Isak, anses förebåda Guds offrande av sin son Jesus. Muslimer betraktar Abraham som den förste i ett led av profeter som börjar med Adam (1 Mos. 20:7) och som slutar med Muhammed. Även inom islam kallas han "Vår Fader Abraham" (arabiska: ابونا ابرهيم), såväl som Ibrahim al-Hanif, eller "Abraham Monoteisten". Bahá'íer tror på Abraham som en gudsmanifestation, en människa som Gud utsett till uppenbarare av sitt budskap.

## Historiska samband
Samhörigheten mellan judendomen och kristendomen står bland annat att finna hos aposteln Paulus. Denne kallar på olika ställen i flera av de brev som finns med i Nya Testamentet de kristna för "judar", medan de traditionella judarna kallas för "judar av köttet". Känslan av samhörighet mellan islam och kristendom kan utläsas så tidigt som i medeltida litteratur, där Dante i sin Divina Commedia placerar Muhammed i helvetets nionde krets, såsom en "splittrare av religionen". Detta visar visserligen på en avsky för islam, men ändå ett erkännande av likheterna de två trosriktningarna emellan. I vissa textpassager betecknar Koranen judar och kristna som "Bokens folk", med en skyddad ställning i ett islamiskt samhälle.